# Costa Rica en los Juegos Olímpicos de Múnich 1972
Costa Rica estuvo representada en los Juegos Olímpicos de Múnich 1972 por tres deportistas masculinos que compitieron en tres deportes.
El portador de la bandera en la ceremonia de apertura fue el tirador Hugo Chamberlain. El equipo olímpico costarricense  no obtuvo ninguna medalla en estos Juegos.